# Катарина (Доктор Ху)
Катарина (енгл. Katarina) је измишљени лик у британској научнофантастичној телевизијској серији Доктор Ху. Катарина је слушкиња Касандре која се придружила Доктору и Стивену Тејлору у ТАРДИС-у након пада Троје. Њена путовања су прекинута, а трајала су мање од једног дана, када се жртвовала на Спару да би спасила своје пријатеље. Судар између ТАРДИС-а Првог и Другог Доктора значио је да је провела још три месеца са њима у временском току који је касније спречио њен сопствени избор да порази флоту Далека.
Катарина је прва од Докторових сапутника који је умро док је путовао с њим, а њена смрт га је тешко оптерећивала.

## Биоографија

### Рани живот
Катарина је припадала сиромашној породици која је живела у близини Троје. Пошто су имали мало новца и престали су да је хране, желела је да буде слушкиња свештеници. Ово је испричала Седмом Доктору када ју је упознао као младу девојку 1240. п. н. е. након чега јој је дао златник у замену за воду да ублажи сиромаштво њене породице.
Наставила је да испуњава своју амбицију и постане слушкиња Касандре која ју је одабрала јер је предвидела да ће умрети. Била је само роб, а када је својој господарици испричала своје визије будућности, Касандра јој је рекла да ће бити убијена ако то поново изнесе.

### Упознавање са Доктором
Катарину је Касандра послала да шпијунира Првог Доктора, Стивена Тејлора и Вики са посебним циљем да прикупи доказе да је Вики била грчка шпијунка. Катарина се спријатељила са Вики која ју је послала да помогне Доктору да врати Стивена на ТАРДИС пошто је био повређен копљем. Она је обрађивала његове ране и придружила се њему и Доктору на њиховим путовањима док је Вики остала.

### Кратко у пустоловинама
У потрази за леком за Стивена, Доктор је слетео на планету која је прошла кроз временску аномалију и где су срели племе Лакота. Дринкс-Пулс-Драј је показао занимање за Катарину. Она и њени сапутници су уживали у оброку тамо пре него што су сви почели да се насилно претварају у животиње и биљке због Кондуита, иако су се Катарина и Стивен претварали спорије. Пожурили су у ТАРДИС где су двојица људи изгубили сећања на догађаје и Стивенове ране су се вратиле, што их је навело да још једном оду у потрази за помоћи.
У Временском вртлогу, ТАРДИС се сударио са будућом варијантом себе, спречавајући посаду да слети на Кембел и материјализујући се на Урбинији место тога. Катарина, Доктор и Стивен су тамо провели три месеца због штете коју је претрпео ТАРДИС током којих је Катарина имала ноћне море о својој смрти и веровала да је њен силазак у Подземље каснио.
Катарина је упознала Другог Доктора, Џејмија Мекримона и Зои Хериот током напада Далека и сазнала да су њена уверења о њеној каснијој смрти тачна. Она и Други Доктор су разговарали о својим могућностима и она је дошла до закључка да мора да умре како би спречила најезду. Била је на ТАРДИС-у Другог Доктора када је он спречио привремени судар, избрисао јој је три месеца са Доктором и Стивеном и вратио их на курс за Кембел.
Након слетања на Кембел, Катарина је остала у ТАРДИС-у са Стивеном док је Доктор тражио дрогу напољу. Дала је таблете Стивену по упутствима Брета Вајона и побегла са двојицом мушкараца у џунглу када су Далеки опколили брод. Доктор им се придружио и отишли су у свемирску луку где су украли Спар и слетели на Десперус. Катарина и Стивен су се побринули да спрече уљезе да се укрцају на брод, али Кирксен је успео да се склони.

### Смрт
Спар је полетео на Земљу и Катарина је проверила да ли су врата сигурна, након чега је Кирксен изашао и узео је као таоца, повукавши је у ваздушну комору да уцени Доктора да врати брод на Кембел. Да би спасила своје пријатеље и омогућила им да зауставе Далеке, намерно је активирала врата ваздушне коморе и избацила и себе и Кирксена у свемир. Док је падала кроз свемир, борећи се да дише, размишљала је о томе како су богови волели жртве пре смрти.

### После смрти
Катаринино тело је извукла из свемира Ривер Сонг, а потом га је украла Деветорка за своју збирку Докторових пратилаца. Када је покушао да скенира Катаринин ум да утврди њен идентитет, заостала енергија артрона у њеном телу дала јој је довољно менталне снаге да одврати Деветорку у кључном тренутку, дозвољавајући Шарлот Полард, Лив Ченки, Хелен Синклер и Блис да га победе.

### Загорбни живот
У загробном животу Катарина се нашла без новца и због тога није могла да пређе реку Стикс. Захваљујући интервенцији Првог Доктора или својој замисли о њему, успела је да пронађе пут не само до Асфодела где су одлазиле душе оних који нису чинили ни добро ни зло, већ и до Јелисејских поља, пребивалишта блажених.

## Наслеђе
Катаринина смрт је тешко оптерећивала Докторову савест. Први Доктор је рекао да ће је увек памтити као једну од ћерки богова, а Други Доктор је рекао да је никада неће заборавити. Унутар унутрашњег пејзажа ума Седмог Доктора у паклу прогањаном његовом кривицом, Ејс је наишла на духа Катарине у облику вечно смрзнуте девојке од леда. Доктор је такође једном видео Катарину са Саром Кингдом и Адриком међу својим прошлим кривицама.
На Рибосу, Седми Доктор је побркао Мелани Буш са Катарином када га је пробудила.
У уништеном свету Адекија, Седми Доктор је пронашао једног од неколико Гванзулума, бића која су користила своје моћи мењања облика да би се представила као неке од Докторових бивших пратилаца, а међу њима је била и Катарина. Пре него што је схватио превару, лажна Катарина је покушала да је одведе са планете.
ТАРДИС је, у покушају да упозори Седмог Доктора на претњу Временског црва, пројектовао једно од својих сећања на Катарину на скенер.
Док је био у Дивергентном универзуму, Кро'ка је Осмом Доктору показала привид Катарине. Доктор је изјавио да му је жао што је Катарину одвео из њеног времена и дао јој наду да би је убрзо потом убили.
Изгубљени су Десетом Доктору споменули Катарину као један од многих губитака које је Доктор претрпео током свог живота.
У Црном архиву је била присутна Катарина слика.

## Личност
Катарина није веровала да је посебна нити вредна признања. Због тога је веровала да ће отићи на Место савршенства где ће отићи они који нису извршили велика дела или нису били посебно вредни пажње. Џејми Мекримон је ово оспорио, рекавши јој да је боља од тога.
Постављала је врло мало питања јер је више волела да гледа и учи, нешто за шта је Први Доктор веровао да би Стивен могао да научи од ње. Упркос Докторовим протестима, она је веровала да је он Зевс и да је ТАРДИС храм који их преноси у загробни живот. Наставила је да користи ТАРДИС као место молитве без обзира на то шта је Доктор рекао. Након разговора са Другим Доктором, Катарина коначно признаје да Доктор није свемоћни бог, већ пријатељ.
Пратила је Докторова упутства до краја и била је забринута када је кренула против Доктора у интересу да помогне Стивену да се опорави. Није имала знања о технолошки напреднијим годинама. Због тога ју је Доктор образовао о неким од ових предмета, на пример о намени кључева. Рекла му је да се са њим осећа сигурно.
Била је сигурна да је осуђена на смрт, као што је и проречено. Када је Други Доктор ово потврдио, вољно је прихватила своју судбину, признајући да ће њена смрт обезбедити опстанак безброј других живота. Она је намерно довела до сопствене смрти да би спасила животе Првог Доктора, Стивена и Брета Вајона и „можда животе свих других бића Сунчевог система“.

## Изглед
Катарина је била упечатљива, вилењакиња, тамнокоса девојка.